# 韋林海崖
73°1′S 161°5′E / 73.017°S 161.083°E
韋林海崖（英語：Waring Bluff），是南極洲的海崖，位於維多利亞地的彭內爾海岸，屬於錫昆斯山的一部分，美國地質調查局根據測量和該國海軍的空中照片繪入地圖，現時由南極條約體系管理。